# Захаревич Сергій Юрійович
Сергі́й Ю́рійович Захаре́вич (30 серпня 1996, с. Недра, Баришівський район, Київська область, Україна — 20 січня 2017, м. Авдіївка, Донецька область, Україна) — український військовослужбовець, старший солдат Збройних сил України, учасник російсько-української війни, кулеметник механізованого взводу 3-ї механізованої роти 1-го механізованого батальйону 72-ї окремої механізованої бригади.

## Життєпис
Був третім найменшим сином у родині. 2012 року закінчив 9 класів Недрянського навчально-виховного комплексу, у 2014 — загальноосвітню школу села Садове Баришівського району. Брав участь в художній самодіяльності, грав у шкільному театрі. Брав активну участь у житті села. Займався спортом, був капітаном футбольної команди, відвідував тренажерний зал. Після закінчення школи навчався у Переяслав-Хмельницькому державному педагогічному університеті імені Григорія Сковороди на вчителя фізкультури.
6 листопада 2015 року був призваний Баришівським районним військовим комісаріатом на строкову військову службу до лав Збройних Сил України. З листопада 2015 по 19 січня 2016 — курсант навчального центру Сухопутних військ «Десна». З 19 січня проходив строкову службу в Білоцерківській 72-й механізованій бригаді. У травні 2016 вступив на військову службу за контрактом, брав участь в антитерористичній операції на сході України.
Загинув від кулі снайпера під час вчиненого російсько-терористичними угрупуваннями обстрілу позицій українських військовиків у промзоні міста Авдіївка. Куля калібру 7,62 мм влучила під бронежилет, і,  пройшовши навиліт, завдала смертельного поранення в серце.
22 січня похований на кладовищі рідного села Недра.
По смерті залишилися мати та двоє старших братів.

## Нагороди  та вшанування
- Указом Президента України № 48/2017 від 27 лютого 2017 року «за особисту мужність, виявлену у захисті державного суверенітету та територіальної цілісності України, самовіддане виконання військового обов'язку» нагороджений орденом «За мужність» III ступеня (посмертно)[2].
- Вшановується в меморіальному комплексі «Зала пам'яті», в щоденному ранковому церемоніалі 20 січня[3][4].